# Werner Mountains
Werner Mountains är ett berg i Antarktis. Det ligger i Västantarktis. Argentina, Chile och Storbritannien gör anspråk på området. Toppen på Werner Mountains är 774 meter över havet.
Terrängen runt Werner Mountains är kuperad åt nordväst, men åt sydost är den platt. Werner Mountains ligger nere i en dal som går i öst-västlig riktning. Trakten är obefolkad. Det finns inga samhällen i närheten.